# 天津西南环铁路
天津西南环铁路，又称周芦支线，从京沪铁路周李庄站出岔，至李港铁路芦南线路所。业主为天津南环铁路有限责任公司。运行时速将达到120公里。同时，内燃机车将被电力机车取代。

## 历史
铁道部《关于天津铁路枢纽西南环线扩能改造工程初步设计的批复》(铁鉴函[2010]989号)批准建设，项目业主为天津南环线铁路有限责任公司，建设资金来自铁道部与天津市政府出资及银行贷款，项目出资比例为资本金占总投资的50％。施工单位中铁十二局集团有限公司天津铁路枢纽西南环线扩能改造工程指挥部。正线全长约103.4公里为国家I级、双线、电气化铁路。该工程西起京沪铁路的周李庄站，利用既有周芦铁路通道，途经西青区、静海县、滨海新区大港和津南区，再利用既有李港铁路通道至新建北大港站，终点到达东大沽站。全线按工程范围可分为四个部分，分别是贯通线、上海方向联络线、李港线新北大港至东大沽段，以及天津和谐型大功率机车走行线。
天津铁路枢纽西南环线扩能改造工程2013年8月份正式开工建设，2016年7月新建北大港车站完成，2016年11月咸水沽车站站改完成，2017年3月3.5公里跨李港外迁特大桥断点克难合拢，2017年9月鸭子湖框构完成，2017年10月线路贯通等关键施工节点完成。2017年11月30日开通运营。2017年12月1日陈塘庄支线西营门站以南区段和李港铁路李七庄站至芦南线路所区段停运，天津南环铁路由西南环线铁路（周芦支线）接入京沪铁路。

## 技术
- 铁路等级：I级。
- 正线数目：双线。
- 最小曲线半径：一般1200米、困难800米。
- 最大坡度：6‰。
- 牵引种类：电力。
- 牵引质量：5000t。
- 到发线有效长度：1050m。
- 闭塞类型：自动闭塞。